# Curimana (distrito)
Curimana é um distrito peruano localizado na Província de Padre Abad, região de Ucayali. Sua capital é a cidade de Curimana.

## Transporte
O distrito de Curimana é servido pela seguinte rodovia:
- UC-100, que liga o distrito à cidade de Padre Abad
- UC-102, que liga o distrito à cidade de Neshuya[2][3][4]